# Indolo 2,3-diossigenasi
La indolo 2,3-diossigenasi è un enzima appartenente alla classe delle ossidoreduttasi, che catalizza la seguente reazione:
indolo + O2 ⇄ 2-formilamminobenzaldeide
L'enzima della pianta Jasminum grandiflorum è una flavoproteina contenente rame, e forma antranilato come prodotto finale. Anche uno degli enzimi di Tecoma stans è una flavoproteina contenente rame ed usa tre moli di ossigeno per mole di indolo, per formare antranile (3,4-benzoisossiazolo). Un secondo enzima di Tecoma stans, che non è una flavoproteina, usa quattro moli di ossigeno e forma antranilato come prodotto finale.